# Tế Nông
Tế Nông là một xã thuộc huyện Nông Cống, tỉnh Thanh Hóa, Việt Nam.

## Địa lý
Xã Tế Nông nằm ở phía bắc huyện Nông Cống, có vị trí địa lý:
- Phía đông giáp huyện Quảng Xương
- Phía tây giáp các xã Minh Nghĩa, Tế Lợi, Trung Chính
- Phía nam giáp xã Minh Khôi
- Phía bắc giáp xã Hoàng Giang và xã Hoàng Sơn.

Xã Tế Nông có diện tích 12,58 km², dân số năm 2018 là 8.547 người, mật độ dân số đạt 679 người/km².
Đây là địa phương có tuyến Đường cao tốc Quốc lộ 45 – Nghi Sơn đang được xây dựng đi qua.

## Lịch sử
Sau năm 1945, địa bàn xã Tế Nông hiện nay thuộc xã Tế Lợi, huyện Nông Cống.
Năm 1954, một phần diện tích và dân số của xã Tế Lợi được tách ra để thành lập thêm ba xã: Tế Nông, Tế Thắng và Tế Tân.
Trước khi sáp nhập, xã Tế Tân có diện tích 5,72 km², dân số là 3.066 người, mật độ dân số đạt 536 người/km². Xã Tế Nông có diện tích 6,86 km², dân số là 5.481 người, mật độ dân số đạt 799 người/km², gồm 7 thôn, được chia thành 11 đội.
Ngày 16 tháng 10 năm 2019, Ủy ban Thường vụ Quốc hội ban hành Nghị quyết số 786/NQ-UBTVQH14 về việc sắp xếp các đơn vị hành chính cấp xã thuộc tỉnh Thanh Hóa (nghị quyết có hiệu lực từ ngày 1 tháng 12 năm 2019). Theo đó, sáp nhập toàn bộ diện tích và dân số của xã Tế Tân vào xã Tế Nông.
Xã này nằm bên tuyến kênh Nhà Lê, là tuyến đường thủy đầu tiên trong lịch sử Việt Nam từ kinh đô Hoa Lư đến Đèo Ngang và được xem là tuyến đường Hồ Chí Minh trên sông vì những đóng góp cho các cuộc chiến tranh của người Việt.